# Delphinarium de Varna
Le delphinarium de Varna est un delphinarium bulgare situé dans la partie nord du Jardin maritime (en), dans la ville de Varna.
Il fut ouvert le 11 août 1984 sur une idée du zoologiste bulgare Nicolas Boev (bg). Il dispose de 1 200 places, le bassin mesure 12 mètres sur 15 pour une profondeur de 6 mètres, il est rempli à l'eau de mer à l'aide d'un système de pompage. L'eau provient ainsi de mer Noire située à environ 150 mètres puis est traité avant d'alimenter le bassin.
À l'heure actuelle il présente cinq grands dauphins – 3 femelles et 2 mâles. Kimbo et Doli ont été capturés au large de Cuba, Mika a été capturé au large du Guatemala. Les deux autres, Yoana et Bimbo, sont nés à Varna, issus des unions de Kimbo et Doli.

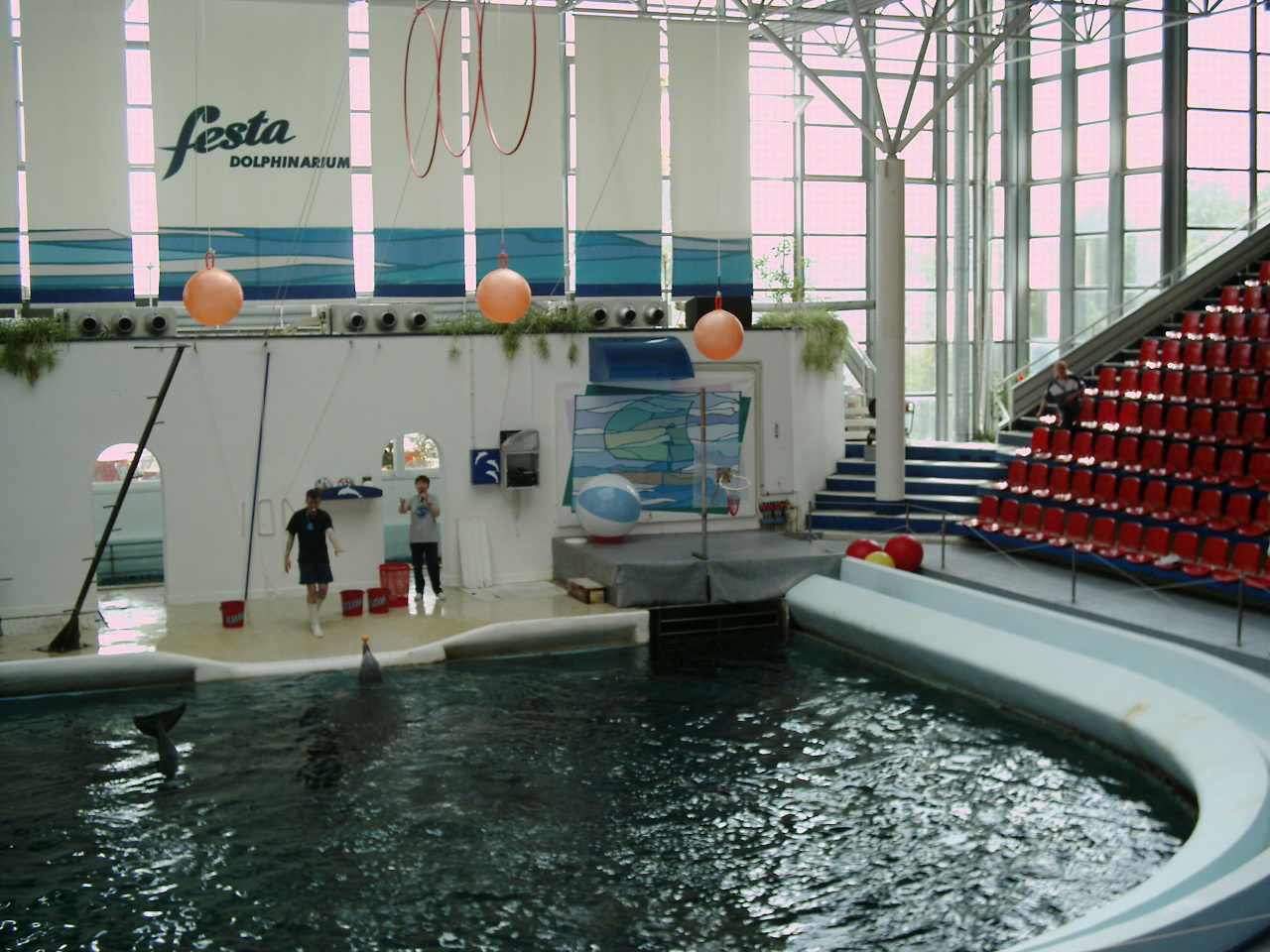
Bassin du delphinarium de Varna.
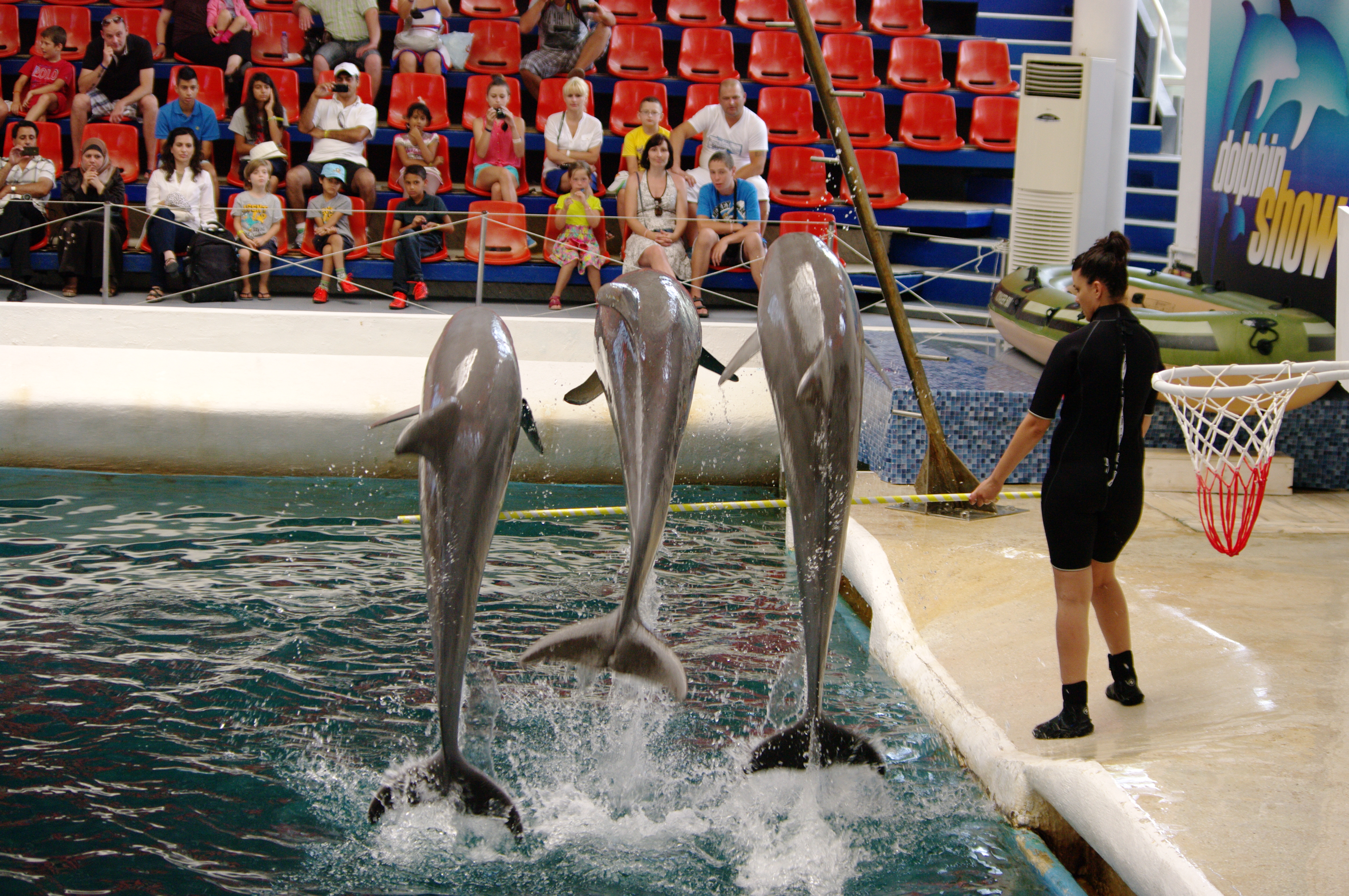
Grands dauphins en représentation.